# Robert Douglas (1727-1809)

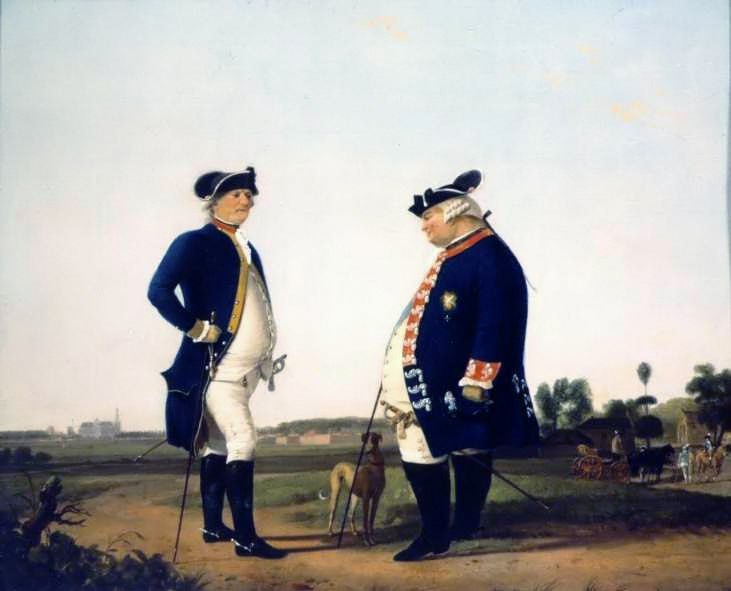
Links Robert Douglas met Lodewijk Ernst van Brunswijk-Lüneburg-Bevern, geschilderd door Jacobus Vrijmoet.

Robert Douglas (Edinburgh, 24 mei 1727 – 's-Hertogenbosch, 30 december 1809) was een Schots edelman en militair die in dienst was van de Republiek.

## Biografie
Robert Douglas werd in Edinburgh geboren als zoon van George Douglas van Friarshaw en Elizabeth Scott. In 1778 werd hij majoor-generaal in het leger van de Republiek. In 1780 werd hij door de Raad van State benoemd tot commandeur van 's-Hertogenbosch, eerst onder de gouverneur Lodewijk Ernst van Brunswijk-Lüneburg-Bevern en vervolgens onder diens opvolger Aegidius van der Dussen. Deze functie vervulde hij tot  1794. Hij werd verantwoordelijk gesteld voor het oproer door Orangistische regimenten van Den Bosch in november 1787, waarbij ruim 800 huizen werden geplunderd en drie doden vielen. Bij zijn overlijden in 1809 zou hij in Zierikzee woonachtig zijn. Hij had een dochter, Mary, die in 1781 huwde met Caspar van Breugel.